# Morti nel 1907
| Questa pagina contiene informazioni ricavate automaticamente dalle voci biografiche con l'ausilio del template Bio e di un bot. L'aggiornamento è periodico e automatico e ricostruisce completamente la pagina. Se manca una persona in questa lista, sei pregato di non aggiungerla, ma accertati piuttosto che la sua voce biografica contenga il template Bio e che i dati anagrafici siano correttamente compilati. Se il template Bio manca, inseriscilo tu stesso o, in alternativa, metti l'avviso {{tmp\|Bio}} che ne segnala la mancanza. Se i dati riportati sono sbagliati, correggi direttamente la voce biografica; le modifiche saranno visibili in questa lista entro pochi giorni. Per chiarimenti vedi il progetto biografie. La lista contiene solo le 416 persone che sono citate nell'enciclopedia e per le quali è stato implementato correttamente il template Bio. Pagina aggiornata al 26 lug 2025. |

## Gennaio(39)
- 1º gennaio - Cyrill Kistler, compositore, teorico della musica e insegnante tedesco (n. 1848)
- 2 gennaio - Otto Benndorf, archeologo tedesco (n. 1838)
- 3 gennaio - Mozaffar al-Din Shah Qajar, sovrano persiano (n. 1853)
- 5 gennaio - Giovanni Amistani, militare italiano (n. 1831)
- 8 gennaio - Beniamino Marciano, patriota, educatore e politico italiano (n. 1831)
- 8 gennaio - Paul Julius Möbius, scienziato e neurologo tedesco (n. 1853)
- 9 gennaio - Maria di Sassonia-Altenburg, principessa tedesca (n. 1818)
- 10 gennaio - Nazareno Biscarini, architetto italiano (n. 1835)
- 12 gennaio - Adolf Bernhard Christoph Hilgenfeld, biblista e teologo tedesco (n. 1823)
- 13 gennaio - Jakob Hurt, teologo, linguista e pastore protestante estone (n. 1839)
- 13 gennaio - Domenico Russo, pittore e commediografo italiano (n. 1831)
- 14 gennaio - Francesco Maria Centi, politico italiano (n. 1848)
- 14 gennaio - Geremia Discanno, pittore italiano (n. 1839)
- 15 gennaio - Clémence de Grandval, pianista e compositrice francese (n. 1828)
- 17 gennaio - Ernesto De Angeli, imprenditore italiano (n. 1849)
- 19 gennaio - Wilhelm Amandus Beer, pittore tedesco (n. 1837)
- 19 gennaio - Beniamino Cesi, pianista e compositore italiano (n. 1845)
- 19 gennaio - Giuseppe Saracco, avvocato e politico italiano (n. 1821)
- 20 gennaio - Agnes Mary Clerke, astronoma e scrittrice irlandese (n. 1842)
- 20 gennaio - Stanislao Pointeau, pittore francese (n. 1833)
- 21 gennaio - Graziadio Isaia Ascoli, linguista, glottologo e glottoteta italiano (n. 1829)
- 21 gennaio - Bertram Fletcher Robinson, sportivo e giornalista inglese (n. 1870)
- 22 gennaio - Vincențiu Babeș, avvocato, giornalista e politico rumeno (n. 1821)
- 23 gennaio - Osip Michajlovič Lerner, letterato, scrittore e critico letterario russo (n. 1847)
- 23 gennaio - Augusto Muzii, politico e avvocato italiano (n. 1829)
- 23 gennaio - Anatole-Joseph Toulotte, vescovo cattolico e missionario francese (n. 1852)
- 24 gennaio - Russell Alexander Alger, politico statunitense (n. 1836)
- 24 gennaio - Félix-Joseph Barrias, pittore e illustratore francese (n. 1822)
- 24 gennaio - Moritz Steinschneider, ebraista e bibliografo ceco (n. 1816)
- 25 gennaio - Demetrios Bernardakis, drammaturgo e storico greco (n. 1834)
- 25 gennaio - Antoni Caba, pittore spagnolo (n. 1838)
- 25 gennaio - René Pottier, ciclista su strada e pistard francese (n. 1879)
- 27 gennaio - Otto Kuntze, botanico tedesco (n. 1843)
- 27 gennaio - Pavle Marković-Adamov, scrittore e drammaturgo serbo (n. 1855)
- 28 gennaio - Silverio Capparoni, pittore italiano (n. 1831)
- 28 gennaio - Guglielmo Pucci, militare, ingegnere navale e politico italiano (n. 1824)
- 29 gennaio - Ferenc Storno, architetto e restauratore ungherese (n. 1821)
- 31 gennaio - Domenico Baccarini, pittore, incisore e scultore italiano (n. 1882)
- 31 gennaio - Henry Cros, pittore, scultore e ceramista francese (n. 1840)

## Febbraio(37)
- 2 febbraio - Dmitrij Ivanovič Mendeleev, chimico russo (n. 1834)
- 4 febbraio - Daniel Iffla, mecenate francese (n. 1825)
- 5 febbraio - Nikolaj Menšutkin, chimico russo (n. 1842)
- 5 febbraio - Ludwig Thuille, compositore austriaco (n. 1861)
- 8 febbraio - Alfred Kirchhoff, geografo e naturalista tedesco (n. 1838)
- 8 febbraio - Hendrik Willem Bakhuis Roozeboom, chimico olandese (n. 1854)
- 9 febbraio - Paolo Geymonat, pastore protestante italiano (n. 1827)
- 10 febbraio - Angelo Solerti, critico letterario italiano (n. 1865)
- 11 febbraio - Augusto Bruschettini, avvocato e politico italiano (n. 1841)
- 11 febbraio - William Howard Russell, giornalista irlandese (n. 1820)
- 12 febbraio - Muriel Robb, tennista britannica (n. 1878)
- 13 febbraio - Marcel Alexandre Bertrand, geologo francese (n. 1847)
- 15 febbraio - Mohammad Bahawal Khan V, principe indiano (n. 1883)
- 16 febbraio - Giosuè Carducci, poeta, scrittore e critico letterario italiano (n. 1835)
- 16 febbraio - Clementina d'Orléans, nobile (n. 1817)
- 17 febbraio - Samuel Richard Davies, calciatore inglese (n. 1867)
- 17 febbraio - Ferdinand Justi, linguista e orientalista tedesco (n. 1837)
- 17 febbraio - Henry Steel Olcott, agronomo, giornalista e avvocato statunitense (n. 1832)
- 19 febbraio - Giovanni Maria Asara, poeta italiano (n. 1823)
- 19 febbraio - Manfredo Cagni, generale e scrittore italiano (n. 1834)
- 20 febbraio - Henri Moissan, chimico francese (n. 1852)
- 21 febbraio - Erik Gustaf Boström, politico svedese (n. 1842)
- 21 febbraio - Camillo Giussani, giornalista, scrittore e insegnante italiano (n. 1825)
- 21 febbraio - Jacques-Marie-Louis Monsabré, presbitero francese (n. 1827)
- 22 febbraio - Egor Egorovič Staal, diplomatico russo (n. 1822)
- 24 febbraio - Archibald Clavering Gunter, scrittore inglese (n. 1847)
- 24 febbraio - Otto Goldschmidt, compositore, direttore d'orchestra e pianista tedesco (n. 1829)
- 25 febbraio - Paul Guiraud, storico francese (n. 1850)
- 25 febbraio - Karl Mayer-Eymar, paleontologo e geologo svizzero (n. 1826)
- 25 febbraio - Wilhelm von Diez, pittore tedesco (n. 1839)
- 26 febbraio - Charles Alcock, calciatore, arbitro di calcio e crickettista inglese (n. 1842)
- 26 febbraio - Friedrich Setz, architetto e ingegnere austriaco (n. 1837)
- 26 febbraio - Stefano Stampa, nobile e scrittore italiano (n. 1819)
- 27 febbraio - Bernardino Caldaioli, vescovo cattolico italiano (n. 1847)
- 28 febbraio - Mathias-Marie Duval, anatomista francese (n. 1844)
- 28 febbraio - Henry Montague Hozier, ufficiale inglese (n. 1838)
- 28 febbraio - Henry Vasnier, collezionista d'arte francese (n. 1832)

## Marzo(41)
- 1º marzo - Antonio De Nino, antropologo e storico italiano (n. 1833)
- 2 marzo - Antonio Maria Ceriani, presbitero italiano (n. 1828)
- 3 marzo - Adolphe de Calassanti-Motylinski, orientalista francese (n. 1854)
- 3 marzo - Ada Howard, docente statunitense (n. 1829)
- 4 marzo - Karl Dilthey, archeologo tedesco (n. 1839)
- 4 marzo - Valentin le Désossé, ballerino francese (n. 1843)
- 5 marzo - Friedrich Blass, filologo classico e grecista tedesco (n. 1843)
- 6 marzo - Karl von Waldburg-Wurzach, principe tedesco (n. 1825)
- 7 marzo - Victor Alphonse Duvernoy, compositore e pianista francese (n. 1842)
- 7 marzo - Nicolò Gallo, politico italiano (n. 1849)
- 8 marzo - Eugenio Prati, pittore italiano (n. 1842)
- 9 marzo - Thomas Hanbury, filantropo britannico (n. 1832)
- 9 marzo - Frederic George Stephens, critico d'arte britannico (n. 1828)
- 10 marzo - Victoria Earle Matthews, scrittrice, attivista e giornalista statunitense (n. 1861)
- 11 marzo - Jean Casimir-Perier, politico francese (n. 1847)
- 11 marzo - Dimităr Petkov, politico bulgaro (n. 1858)
- 11 marzo - Franz Sacher, pasticciere austriaco (n. 1816)
- 13 marzo - Fritz Scheel, direttore d'orchestra tedesco (n. 1852)
- 14 marzo - Antonio Ponsiglioni, economista e politico italiano (n. 1842)
- 15 marzo - Manuel Lisandro Barillas Bercián, politico guatemalteco (n. 1845)
- 15 marzo - Giambattista Intra, letterato italiano (n. 1832)
- 16 marzo - Parmenio Bettoli, giornalista, scrittore e commediografo italiano (n. 1835)
- 16 marzo - Wilhelm Neumann, architetto tedesco (n. 1826)
- 17 marzo - Rudolf Aderhold, micologo e agronomo tedesco (n. 1865)
- 17 marzo - Paolo Serrao, compositore e pianista italiano (n. 1830)
- 18 marzo - Marcellin Berthelot, chimico, storico e politico francese (n. 1827)
- 19 marzo - Thomas Bailey Aldrich, scrittore e poeta statunitense (n. 1836)
- 19 marzo - Mariano Baptista, politico boliviano (n. 1832)
- 19 marzo - Vladimir Nikolaevič Lamsdorf, politico e diplomatico russo (n. 1845)
- 20 marzo - Ljubomir Kaljević, politico serbo (n. 1841)
- 21 marzo - Guillermo Tell Villegas, politico venezuelano (n. 1823)
- 22 marzo - Napoleone Pini, zoologo e paleontologo italiano (n. 1835)
- 23 marzo - Cecil Foljambe, I conte di Liverpool, politico britannico (n. 1846)
- 23 marzo - Konstantin Petrovič Pobedonoscev, giurista, politico e educatore russo (n. 1827)
- 26 marzo - Ettore Roesler Franz, pittore italiano (n. 1845)
- 29 marzo - Luigi Macchi, cardinale italiano (n. 1832)
- 30 marzo - Elizaveta Ėsperovna Belosel'skaja-Belozerskaja, nobildonna russa (n. 1834)
- 30 marzo - Henry Elliot, diplomatico inglese (n. 1817)
- 31 marzo - Carlo Castelbarco Albani, politico italiano (n. 1857)
- 31 marzo - Alfonso Sanseverino Vimercati, nobile, politico e ingegnere italiano (n. 1836)
- 31 marzo - Léo Taxil, scrittore e giornalista francese (n. 1854)

## Aprile(25)
- 1º aprile - Luciano Mereu, patriota italiano (n. 1842)
- 3 aprile - Désirée Artôt, mezzosoprano belga (n. 1835)
- 4 aprile - Andrea Cefaly, pittore e politico italiano (n. 1827)
- 4 aprile - Lucile Grahn, ballerina danese (n. 1819)
- 6 aprile - Thomas Beecham, imprenditore britannico (n. 1820)
- 6 aprile - Retheos Berberian, pedagogista, giornalista e scrittore armeno (n. 1848)
- 6 aprile - William Henry Drummond, poeta, giornalista e medico irlandese (n. 1854)
- 6 aprile - Bernhard Hammer, politico svizzero (n. 1822)
- 9 aprile - Owen Hall, scrittore, critico teatrale e librettista britannico (n. 1853)
- 10 aprile - Laurence Simmons Baker, militare statunitense (n. 1830)
- 10 aprile - Max Haushofer, scrittore, economista e giurista tedesca (n. 1840)
- 15 aprile - Ferdinando Aschieri, matematico italiano (n. 1844)
- 15 aprile - Hugo Magnus, oculista e storico tedesco (n. 1842)
- 17 aprile - Edoardo Ciccodicola, religioso e scrittore italiano (n. 1835)
- 18 aprile - Carlo Massarenti, chirurgo e ginecologo italiano (n. 1815)
- 20 aprile - Ferdinando Bracciforti, linguista e patriota italiano (n. 1827)
- 22 aprile - Frans Reinhold Kjellman, botanico e esploratore svedese (n. 1846)
- 23 aprile - Alferd Packer, assassino statunitense (n. 1842)
- 23 aprile - André Theuriet, poeta francese (n. 1833)
- 26 aprile - Joseph Hellmesberger, compositore e direttore d'orchestra austriaco (n. 1855)
- 26 aprile - Pietro Platania, compositore italiano (n. 1828)
- 27 aprile - Rufus Bullock, politico statunitense (n. 1834)
- 29 aprile - Dudley FitzGerald-de Ros, XXIII barone de Ros, generale inglese (n. 1827)
- 30 aprile - Luigi Conforti, poeta, critico letterario e saggista italiano (n. 1854)
- 30 aprile - Charles Howard Hinton, scrittore britannico (n. 1853)

## Maggio(37)
- 1º maggio - John Kells Ingram, economista, scrittore e poeta irlandese (n. 1823)
- 2 maggio - Louise Abel, fotografa norvegese (n. 1841)
- 4 maggio - Ignazio Perricci, artista, decoratore e scultore italiano (n. 1834)
- 5 maggio - Şeker Ahmed Pascià, militare e pittore ottomano (n. 1841)
- 5 maggio - Edoardo Brizio, archeologo italiano (n. 1846)
- 5 maggio - Bartolomeo Cabella, ingegnere e dirigente d'azienda italiano (n. 1847)
- 6 maggio - Ian Maclaren, religioso e scrittore britannico (n. 1850)
- 7 maggio - Ezra F. Kysor, architetto statunitense (n. 1835)
- 7 maggio - Harry Swepstone, calciatore inglese (n. 1859)
- 8 maggio - Theodor von Jürgensen, medico tedesco (n. 1840)
- 8 maggio - Edmund G. Ross, politico e editore statunitense (n. 1826)
- 9 maggio - Giovanni Codronchi Argeli, politico e prefetto italiano (n. 1841)
- 9 maggio - Giuseppe Corradi, chirurgo italiano (n. 1830)
- 10 maggio - Frederic Moore, entomologo britannico (n. 1830)
- 11 maggio - George Gossip, scacchista statunitense (n. 1841)
- 12 maggio - Carlo Ferrario, scenografo, pittore e architetto italiano (n. 1833)
- 12 maggio - Joris-Karl Huysmans, scrittore, poeta e giornalista francese (n. 1848)
- 13 maggio - Maurizio di Sassonia-Altenburg, nobile tedesco (n. 1829)
- 16 maggio - Carlo Ludovico II di Hohenlohe-Langenburg, principe (n. 1829)
- 17 maggio - Albert Clément, pilota automobilistico francese (n. 1883)
- 17 maggio - Ernesto Köhler, compositore e flautista italiano (n. 1849)
- 18 maggio - Edwin H. Conger, politico e ambasciatore statunitense (n. 1843)
- 19 maggio - Benjamin Baker, ingegnere inglese (n. 1840)
- 19 maggio - Ludwig Traube, filologo classico, paleografo e latinista tedesco (n. 1861)
- 20 maggio - Francesco Bidischini, patriota e militare italiano (n. 1835)
- 21 maggio - Ludwig Fischer, botanico svizzero (n. 1828)
- 23 maggio - Michele Carta Mameli, funzionario, magistrato e politico italiano (n. 1836)
- 24 maggio - Zacharie Astruc, scultore e pittore francese (n. 1833)
- 25 maggio - Giovanni Ceruti, ingegnere e architetto italiano (n. 1842)
- 26 maggio - Ida McKinley, first lady statunitense (n. 1847)
- 28 maggio - Carlo Lebrecht, imprenditore e politico italiano (n. 1843)
- 30 maggio - Maxwell Masters, botanico inglese (n. 1833)
- 31 maggio - Jean-Baptiste Billot, militare e politico francese (n. 1828)
- 31 maggio - Jan Dobruský, compositore di scacchi boemo (n. 1853)
- 31 maggio - Moritz Litten, medico tedesco (n. 1845)
- 31 maggio - Manfredo Manfredini, pittore e letterato italiano (n. 1881)
- 31 maggio - Francesco Siacci, matematico e politico italiano (n. 1839)

## Giugno(28)
- 1º giugno - Paolo Menafoglio, imprenditore e politico italiano (n. 1846)
- 1º giugno - Richard Mühlfeld, clarinettista tedesco (n. 1856)
- 3 giugno - Carl Braun, gesuita e astronomo tedesco (n. 1831)
- 3 giugno - Thomas H. Ruger, generale statunitense (n. 1833)
- 4 giugno - Agathe Backer-Grøndahl, pianista e compositrice norvegese (n. 1847)
- 4 giugno - Giuseppe Besozzi, militare e politico italiano (n. 1837)
- 4 giugno - Felix Formento, chirurgo statunitense (n. 1837)
- 4 giugno - Gerlando Maria Genuardi, vescovo cattolico italiano (n. 1839)
- 7 giugno - Alfred Newton, zoologo e ornitologo britannico (n. 1829)
- 7 giugno - Edward Routh, matematico inglese (n. 1831)
- 9 giugno - Lodovico Tuminello, fotografo e pittore italiano (n. 1824)
- 11 giugno - Arthur Ellis, generale inglese (n. 1837)
- 13 giugno - Vicenta Verdier, spagnola (n. 1870)
- 14 giugno - William Le Baron Jenney, architetto statunitense (n. 1832)
- 14 giugno - Giuseppe Pellizza da Volpedo, pittore italiano (n. 1868)
- 17 giugno - Sergio Corazzini, poeta italiano (n. 1886)
- 19 giugno - Giuseppe Ferraro, filologo italiano (n. 1845)
- 19 giugno - Nicola Pellati, ingegnere e geologo italiano (n. 1835)
- 21 giugno - Lena Rice, tennista irlandese (n. 1866)
- 23 giugno - Federico Bellelli, politico italiano (n. 1817)
- 23 giugno - Carl Klein, mineralogista e cristallografo tedesco (n. 1842)
- 23 giugno - Emanuel Mendel, neurologo e psichiatra tedesco (n. 1839)
- 23 giugno - Hod Stuart, hockeista su ghiaccio canadese (n. 1879)
- 23 giugno - George Thorne, golfista britannico (n. 1846)
- 25 giugno - Giuseppe Mantica, politico, scrittore e funzionario italiano (n. 1865)
- 27 giugno - Elizabeth Cabot Agassiz, educatrice e scrittrice statunitense (n. 1822)
- 29 giugno - Harriet Morgan, illustratrice, divulgatrice scientifica e naturalista australiana (n. 1830)
- 29 giugno - Elisabet Ney, scultrice tedesca (n. 1833)

## Luglio(35)
- 1º luglio - Jenő Doby, pittore, incisore e grafico ungherese (n. 1834)
- 1º luglio - Costantino Nigra, nobile, filologo e poeta italiano (n. 1828)
- 3 luglio - Adrien Faidide, velocista francese (n. 1880)
- 3 luglio - Norman von Heldreich Farquhar, ammiraglio statunitense (n. 1840)
- 3 luglio - Charles de Spoelberch de Lovenjoul, scrittore belga (n. 1836)
- 4 luglio - Ferdinand de Schlatter, velista francese (n. 1831)
- 5 luglio - Kuno Fischer, filosofo tedesco (n. 1824)
- 5 luglio - Domenico Piva, generale e patriota italiano (n. 1826)
- 7 luglio - Tellos Agras, militare e patriota greco (n. 1880)
- 8 luglio - Sophus Bugge, filologo e linguista norvegese (n. 1833)
- 9 luglio - Edward Pelham-Clinton, politico inglese (n. 1836)
- 10 luglio - Pasquale Baiocchi, patriota italiano (n. 1847)
- 11 luglio - Otto Georg Wetterstrand, psichiatra svedese (n. 1845)
- 13 luglio - Jacques-Joseph Grancher, pediatra francese (n. 1843)
- 13 luglio - Heinrich Kreutz, astronomo tedesco (n. 1854)
- 13 luglio - Henrik Sillem, tiratore a segno olandese (n. 1866)
- 13 luglio - Matilde Augusta di Urach, principessa tedesca (n. 1854)
- 14 luglio - William Henry Perkin, chimico inglese (n. 1838)
- 15 luglio - Eugène Poubelle, funzionario, avvocato e diplomatico francese (n. 1831)
- 15 luglio - Qiu Jin, rivoluzionaria e scrittrice cinese (n. 1875)
- 16 luglio - Théobald Chartran, pittore francese (n. 1849)
- 17 luglio - Marie Magdalene Bull, attrice e fotografa norvegese (n. 1827)
- 18 luglio - Hector Malot, scrittore francese (n. 1830)
- 21 luglio - Nicolae Grigorescu, pittore rumeno (n. 1838)
- 22 luglio - Nicola Boccuzzi, medico e politico italiano (n. 1856)
- 24 luglio - Luigi Fabron, pittore italiano (n. 1855)
- 24 luglio - Maximiano Fernández del Rincón y Soto Dávila, vescovo cattolico spagnolo (n. 1835)
- 25 luglio - Giovanni Benadduci, politico e storico italiano (n. 1843)
- 27 luglio - Eduardo Benot, lessicografo e politico spagnolo (n. 1822)
- 27 luglio - John Cardwell, lottatore statunitense (n. 1886)
- 27 luglio - Joseph Hansen, ballerino e coreografo belga (n. 1842)
- 27 luglio - Willoughby Dayton Miller, medico, microbiologo e odontoiatra statunitense (n. 1853)
- 28 luglio - Francesco Giarda, pianista, compositore e docente italiano (n. 1854)
- 29 luglio - Michele Basile, patriota e scrittore italiano (n. 1832)
- 30 luglio - Leone Pelloux, generale e politico italiano (n. 1837)

## Agosto(25)
- 3 agosto - Augustus Saint-Gaudens, scultore statunitense (n. 1848)
- 9 agosto - Josef Julius Wecksell, poeta e drammaturgo finlandese (n. 1838)
- 10 agosto - Francesco Parona, medico e politico italiano (n. 1842)
- 10 agosto - Domenico Svampa, cardinale, principe e arcivescovo cattolico italiano (n. 1851)
- 10 agosto - Marko Vovčok, scrittrice ucraina (n. 1833)
- 12 agosto - Jean Boussod, giocatore di polo francese (n. 1860)
- 13 agosto - Augusto Lorenzini, funzionario e politico italiano (n. 1826)
- 13 agosto - Hermann Carl Vogel, astronomo tedesco (n. 1841)
- 14 agosto - Aleksandr Osipovič Bernardazzi, architetto russo (n. 1831)
- 14 agosto - Hans Heinrich XI von Hochberg, generale e imprenditore tedesco (n. 1833)
- 15 agosto - Louis-Jules Bouchot, architetto francese (n. 1817)
- 15 agosto - Sarah Jane Woodson Early, docente, scrittrice e oratrice statunitense (n. 1825)
- 15 agosto - Joseph Joachim, violinista, direttore d'orchestra e compositore ungherese (n. 1831)
- 16 agosto - James Hector, geologo, naturalista e chirurgo scozzese (n. 1834)
- 17 agosto - Alexander Bonsor, calciatore inglese (n. 1851)
- 20 agosto - Eduard Hitzig, psichiatra e neurofisiologo tedesco (n. 1838)
- 21 agosto - Augustin Planque, missionario e presbitero francese (n. 1826)
- 24 agosto - Emidio Taliani, cardinale e arcivescovo cattolico italiano (n. 1838)
- 25 agosto - Alexandre Franquet, ammiraglio francese (n. 1828)
- 26 agosto - Pietro Inviti, patriota, militare e politico italiano (n. 1821)
- 27 agosto - Charles Murray, VII conte di Dunmore, nobile e politico scozzese (n. 1841)
- 30 agosto - Richard Mansfield, attore statunitense (n. 1857)
- 30 agosto - John Joseph Williams, arcivescovo cattolico statunitense (n. 1822)
- 31 agosto - Emilio Bacci, avvocato, magistrato e politico italiano (n. 1831)
- 31 agosto - Pietro Pavesi, naturalista, aracnologo e ornitologo italiano (n. 1844)

## Settembre(26)
- 2 settembre - George FitzGeorge, ufficiale inglese (n. 1843)
- 2 settembre - Kuga Katsunan, giornalista giapponese (n. 1857)
- 4 settembre - Edvard Grieg, compositore e pianista norvegese (n. 1843)
- 5 settembre - Giuseppe Mirri, politico e generale italiano (n. 1834)
- 6 settembre - Sully Prudhomme, poeta francese (n. 1839)
- 6 settembre - Jeronimo de la Ossa, ingegnere e poeta panamense (n. 1847)
- 7 settembre - Bogdan Petriceicu Hasdeu, scrittore, filologo e storico romeno (n. 1838)
- 9 settembre - Edgar Lubbock, calciatore e funzionario britannico (n. 1847)
- 10 settembre - Lucie Blachet, fotografa olandese (n. 1828)
- 10 settembre - Ignaz Stolz, decoratore e pittore austriaco (n. 1840)
- 11 settembre - Octave Hamelin, filosofo francese (n. 1856)
- 12 settembre - Ilia Ch'avch'avadze, scrittore, poeta e giornalista georgiano (n. 1837)
- 12 settembre - Muhammad Akram Khan, principe pakistano (n. 1858)
- 12 settembre - Amilcare Puviani, economista italiano (n. 1854)
- 13 settembre - William Bouwens van der Boijen, architetto olandese (n. 1834)
- 13 settembre - Macario Sakay, rivoluzionario, generale e mercante filippino
- 14 settembre - Luigi Augusto di Sassonia-Coburgo-Koháry, principe (n. 1845)
- 16 settembre - James Carroll, medico, ufficiale e batteriologo britannico (n. 1854)
- 17 settembre - Ignaz Brüll, compositore e pianista austriaco (n. 1846)
- 17 settembre - Edmonia Lewis, scultrice statunitense (n. 1844)
- 20 settembre - Jakob Morenga, guerrigliero namibiano (n. 1875)
- 22 settembre - Wilbur Olin Atwater, chimico e nutrizionista statunitense (n. 1844)
- 22 settembre - Maurice Auguste Régimbart, entomologo francese (n. 1852)
- 25 settembre - Frederick Maddison, calciatore inglese (n. 1849)
- 28 settembre - Federico I di Baden, sovrano tedesco (n. 1826)
- 30 settembre - Raffaele Falcone, militare italiano (n. 1832)

## Ottobre(19)
- 2 ottobre - Johann August Georg Edmund Mojsisovics von Mojsvar, geologo e paleontologo austriaco (n. 1839)
- 3 ottobre - Tony Bandmann, pianista e pittrice tedesca (n. 1848)
- 4 ottobre - Alfredo Keil, compositore, pittore e poeta portoghese (n. 1850)
- 4 ottobre - Florence Trevelyan, filantropa e naturalista britannica (n. 1852)
- 8 ottobre - Alfredo del Liechtenstein, politico austriaco (n. 1842)
- 9 ottobre - Romualdo Marenco, compositore italiano (n. 1841)
- 10 ottobre - Adolf Furtwängler, archeologo e storico dell'arte tedesco (n. 1853)
- 13 ottobre - Niccola Costella, politico italiano (n. 1844)
- 15 ottobre - Maurice Loewy, astronomo francese (n. 1833)
- 15 ottobre - Andreas Steinhuber, cardinale tedesco (n. 1824)
- 16 ottobre - Max Harmonist, scacchista e danzatore tedesco (n. 1864)
- 16 ottobre - Isaac Newell, insegnante inglese (n. 1853)
- 17 ottobre - Achille Del Giudice, politico italiano (n. 1819)
- 20 ottobre - Édouard Otlet, imprenditore e politico belga (n. 1842)
- 21 ottobre - George Frederick Bodley, architetto britannico (n. 1827)
- 21 ottobre - Jules Chevalier, presbitero francese (n. 1824)
- 22 ottobre - Guglielmo di Wied, principe tedesco (n. 1845)
- 26 ottobre - Charles Van Lerberghe, poeta, drammaturgo e scrittore belga (n. 1861)
- 30 ottobre - Charles Pêtre, scultore francese (n. 1828)

## Novembre(38)
- 1º novembre - Alfred Jarry, drammaturgo, scrittore e poeta francese (n. 1873)
- 2 novembre - Afanasij Nikolaevič Matjušenko, marinaio e rivoluzionario russo (n. 1879)
- 3 novembre - José Vicente Barbosa du Bocage, naturalista e politico portoghese (n. 1823)
- 3 novembre - Piero Strozzi, nobile e politico italiano (n. 1855)
- 3 novembre - Konstantin Veličkov, scrittore bulgaro (n. 1855)
- 4 novembre - Adalberto Cencetti, scultore italiano (n. 1847)
- 4 novembre - Amé Gorret, presbitero e alpinista italiano (n. 1836)
- 6 novembre - Sophie Crüwell, soprano tedesco (n. 1826)
- 7 novembre - Julius Gersdorff, poeta tedesco (n. 1849)
- 8 novembre - Carl Bovallius, naturalista, esploratore e archeologo svedese (n. 1849)
- 8 novembre - Marie Sasse, soprano belga (n. 1834)
- 9 novembre - Charles Cavendish, III barone Chesham, generale inglese (n. 1850)
- 10 novembre - Emanuele Gianturco, giurista e politico italiano (n. 1857)
- 10 novembre - Alexander Zick, pittore e illustratore tedesco (n. 1845)
- 11 novembre - Gustavo Freschi, politico italiano (n. 1836)
- 12 novembre - Arnulf di Baviera, nobile (n. 1852)
- 12 novembre - Lewis Morris, poeta e politico gallese (n. 1833)
- 13 novembre - Giuseppe Lanzara, avvocato e politico italiano (n. 1836)
- 15 novembre - Evelyn Ashley, politico inglese (n. 1836)
- 15 novembre - Ivan Fëdorovič Lichačëv, ammiraglio russo (n. 1826)
- 15 novembre - Raffaele di San Giuseppe, presbitero polacco (n. 1835)
- 15 novembre - Həsən bəy Zərdabi, giornalista azero (n. 1837)
- 16 novembre - Roberto I di Parma, duca (n. 1848)
- 17 novembre - Francis Leopold McClintock, ammiraglio e esploratore irlandese (n. 1819)
- 19 novembre - Oskar von Bülow, giurista tedesco (n. 1837)
- 20 novembre - Gaetano Braga, compositore e violoncellista italiano (n. 1829)
- 20 novembre - Giulia Civinini Arrighi, educatrice italiana (n. 1838)
- 20 novembre - Paula Modersohn-Becker, pittrice tedesca (n. 1876)
- 22 novembre - Carlotta Ferrari, poetessa e compositrice italiana (n. 1830)
- 22 novembre - Asaph Hall, astronomo statunitense (n. 1829)
- 23 novembre - Vittorio Zoppi, prefetto e politico italiano (n. 1819)
- 24 novembre - Giovanni Battista Bertini, politico e avvocato italiano (n. 1818)
- 25 novembre - Heinrich Dernburg, giurista tedesco (n. 1829)
- 25 novembre - George Sheldon, tuffatore statunitense (n. 1874)
- 27 novembre - Paul Ritter, pittore tedesco (n. 1829)
- 28 novembre - Stanisław Wyspiański, pittore, poeta e architetto polacco (n. 1869)
- 29 novembre - Enrico Delle Sedie, baritono italiano (n. 1824)
- 30 novembre - Nicola Panciera di Zoppola, politico italiano (n. 1827)

## Dicembre(28)
- 4 dicembre - Luis Sáenz Peña, politico e avvocato argentino (n. 1822)
- 5 dicembre - Henry Hooker, allevatore statunitense (n. 1828)
- 5 dicembre - Charles Leickert, pittore belga (n. 1816)
- 5 dicembre - Ekaterina Svanidze, georgiana (n. 1885)
- 6 dicembre - Federico Caprilli, militare e cavaliere italiano (n. 1868)
- 8 dicembre - Tito Azzolini, architetto, ingegnere e scenografo italiano (n. 1837)
- 8 dicembre - Jonas Biliūnas, scrittore e poeta lituano (n. 1879)
- 8 dicembre - Oscar II di Svezia, sovrano svedese (n. 1829)
- 9 dicembre - Elizabeth Neall Gay, attivista statunitense (n. 1819)
- 9 dicembre - Eva Nansen, mezzosoprano norvegese (n. 1858)
- 11 dicembre - Benjamin Champney, pittore e litografo statunitense (n. 1817)
- 12 dicembre - Francesco Magani, vescovo cattolico italiano (n. 1828)
- 14 dicembre - Anna D'Angeri, soprano italiano (n. 1853)
- 15 dicembre - Carola di Vasa, regina (n. 1833)
- 17 dicembre - Placido Fabris, patriota e assassino italiano (n. 1839)
- 17 dicembre - William Thomson, I barone Kelvin, fisico, ingegnere e nobile britannico (n. 1824)
- 19 dicembre - John Strachey, politico britannico (n. 1823)
- 20 dicembre - Aleksandr Aleksandrovič Musin-Puškin, politico russo (n. 1856)
- 21 dicembre - Klara Pölzl, austriaca (n. 1860)
- 23 dicembre - Charles Eng, lottatore statunitense
- 23 dicembre - Jules Janssen, astronomo francese (n. 1824)
- 23 dicembre - Garrett Serviss, altista e triplista statunitense (n. 1881)
- 25 dicembre - Therese von Wüllenweber, religiosa tedesca (n. 1833)
- 28 dicembre - Coleman Sellers II, ingegnere, insegnante e inventore statunitense (n. 1827)
- 29 dicembre - Daniel Murphy, arcivescovo cattolico irlandese (n. 1815)
- 29 dicembre - Giuseppe Vadi, patriota italiano (n. 1825)
- 31 dicembre - Giuseppe Sinico, compositore italiano (n. 1836)
- 31 dicembre - Jules de Trooz, politico belga (n. 1857)

## Senza giorno specificato(38)
- Ottomar Anschütz, fotografo tedesco (n. 1846)
- Felice Avogadro di Quinto, generale italiano (n. 1844)
- Alfred Baring Garrod, medico inglese (n. 1819)
- Lorenzo Barziza, presbitero e educatore italiano (n. 1829)
- Cesare Bicchi, botanico italiano (n. 1818)
- Guglielmo Bilancioni, pittore italiano (n. 1836)
- Romeo Bozzetti, patriota, generale e giornalista italiano (n. 1835)
- Giuseppe Bracci, attore teatrale italiano (n. 1848)
- Émile-Louis Burnouf, orientalista e indologo francese (n. 1821)
- Adriano de Paiva, fisico portoghese (n. 1847)
- Edmond Demolins, pedagogista e filosofo francese (n. 1852)
- Rinaldo Franci, compositore e violinista italiano (n. 1852)
- Jan Gebauer, filologo ceco (n. 1858)
- Mangascià Giovanni, militare etiope (n. 1868)
- Florence Crauford Grove, alpinista britannico (n. 1838)
- Alfred Huet du Pavillon, botanico francese (n. 1829)
- Jean-Charles Jacobs, medico e entomologo belga (n. 1821)
- John Kerr, fisico scozzese (n. 1824)
- Julian von Krynicki, generale austriaco (n. 1829)
- Thomas Joseph Lamy, orientalista belga (n. 1827)
- Julius Langbehn, storico dell'arte e filosofo tedesco (n. 1851)
- Donato Lovreglio, flautista e compositore italiano (n. 1841)
- William Marshall, zoologo tedesco (n. 1845)
- Maria del Pilar Maspons i Labrós, poetessa e scrittrice spagnola (n. 1841)
- Evaristo Mauri, fotografo italiano (n. 1845)
- Stanislao Mocenni, generale e politico italiano (n. 1837)
- Stephanos Mousouros, nobile ottomano (n. 1841)
- Ludvig Mylius-Erichsen, esploratore danese (n. 1872)
- Fredrik Nielsen, teologo e vescovo luterano danese (n. 1846)
- Vittorio Piva, giornalista italiano (n. 1875)
- Carlo Ponticelli, politico italiano (n. 1848)
- Leonard Smithers, editore inglese (n. 1861)
- Maria Spezia Aldighieri, soprano italiano (n. 1828)
- James Talmage White, pittore inglese (n. 1833)
- Albert-Félix-Théophile Thomas, architetto francese (n. 1847)
- Francis Thompson, poeta inglese (n. 1859)
- Ernest Henry Tourlet, farmacista e botanico francese (n. 1843)
- Konstantinos Volanakis, pittore greco (n. 1837)